# Ôtez-moi d'un doute
Ôtez-moi d'un doute is een Frans-Belgische film uit 2017, geregisseerd door Carine Tardieu.

## Verhaal
Erwan, een Bretoense ontmijner komt op een dag te weten dat zijn vader niet zijn biologische vader is. Ondanks alle tederheid die hij voelt voor de man die hem opgevoed heeft, gaat Erwan op onderzoek en vindt zijn ware vader: Josef. Erwan ontmoet ook Anna, maar dan ontdekt hij dat ze zijn halfzus is.

## Rolverdeling
| Acteur                | Personage          |
| --------------------- | ------------------ |
| François Damiens      | Erwan Gourmelon    |
| Cécile de France      | Anna Levkine       |
| Guy Marchand          | Bastien Gourmelon  |
| André Wilms           | Joseph Levkine     |
| Alice de Lencquesaing | Juliette Gourmelon |
| David Boring          | Didier Maupin      |
| Perrette Souplex      | Receptioniste      |

## Prijzen en nominaties
De belangrijkste:
| Jaar | Prijs              | Categorie     | Genomineerde(n)  | Uitslag     |
| ---- | ------------------ | ------------- | ---------------- | ----------- |
| 2018 | Magritte du cinéma | Beste acteur  | François Damiens | Genomineerd |
| 2018 | Magritte du cinéma | Beste actrice | Cécile de France | Genomineerd |
| 2017 | Film by the Sea    | Publieksprijs | Carine Tardieu   | Gewonnen    |

## Productie
Ôtez-moi d'un doute ging op 20 mei 2017 in première op het filmfestival van Cannes in de sectie Quinzaine des réalisateurs. Op het filmfestival Film by the Sea in Vlissingen behaalde de film de publieksprijs.